# Transparent Things (livro)
Transparent Things é um romance por Vladimir Nabokov publicado em 1972. Isso foi originalmente escrito em inglês.

## Resumo do enredo
Este curto romance conta a história de Hugh Person, um jovem editor americano, e a memória de suas quatro viagens para uma pequena vila na Suíça sob o curso de quase duas décadas.

## Sinopse
Person primeiro visita a vila como um jovem homem, junto com seu pai. Em sua segunda viagem, a editora de Person manda ele para entrevistar R., um dotado e excêntrico autor. Sua terceira viagem envolve tragédia, assassinato, e loucura. Finalmente, a quarta viagem de Person fornece uma oportunidade para reflexão sobre seu turbulento passado. Em recontar a história de Person, o[s] narrador (es) guia (m) o leitor através dos temas de tempo, amor, autoria, e a metafísica da memória.

## Recepção crítica
Em The New York Times Book Review, a escritora Mavis Gallant escreve, "Vladimir Nabokov, tendo gasto sua vida construindo o Taj Mahal, tem decidido na idade de 73 -- por seu próprio divertimento e incidentalmente para nosso prazer -- para construir uma pequena replica zombada. A miniatura não é defeituosa, não, mas as mais esplendidas características do grande modelo tem sido apenas levemente parodiadas, fora da brincadeira quase." Gallant encontrou o curto romance para ser "como casual, como imprevisível, como excêntrico e como assustador como o gênio do Sr. Nabokov".